# Semiothisa subcretata
Semiothisa subcretata là một loài bướm đêm trong họ Geometridae.